# تارنيك
تارنيك (بالفارسية: ترنیک) هي مستوطنة تقع في قسم تيتكانلو الريفي في إيران. يقدر عدد سكانها بـ 263 نسمة بحسب إحصاء 2016.